# Josef Altheimer

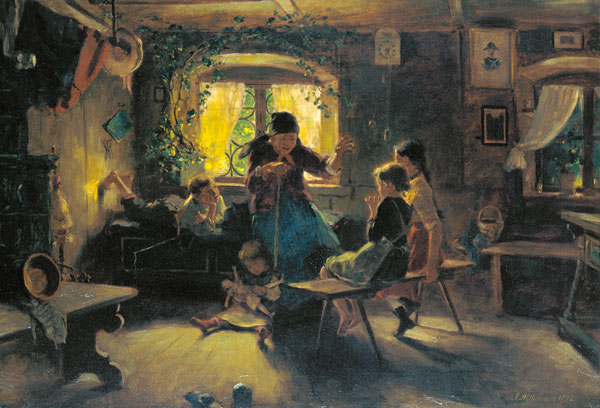
„Großmutter erzählt“, Gemälde von Josef Altheimer

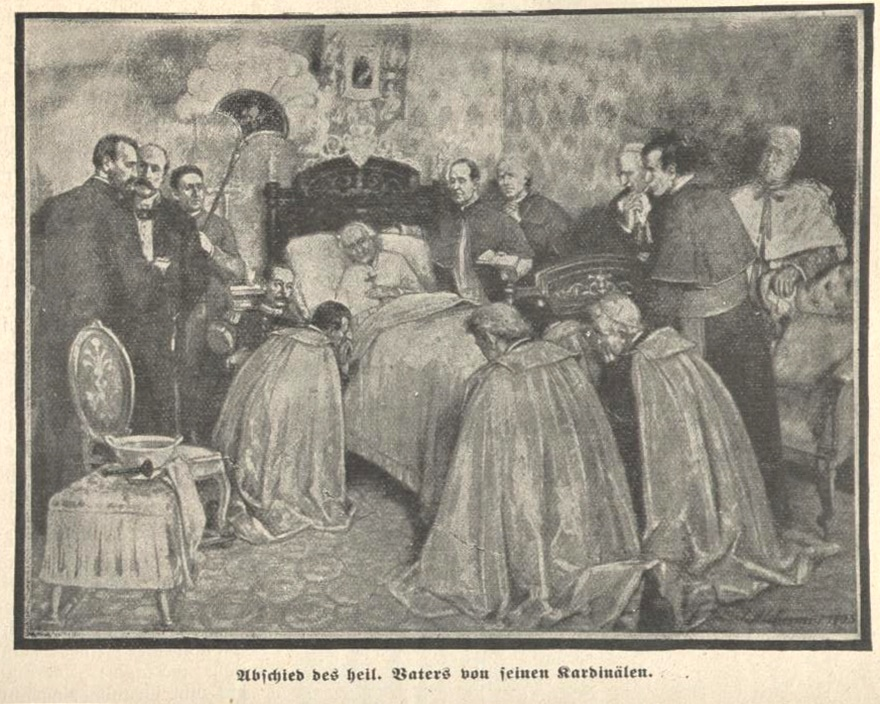
„Abschied Papst Leo XIII. von seinen Kardinälen“, Kartonzeichnung von Josef Altheimer, 1903

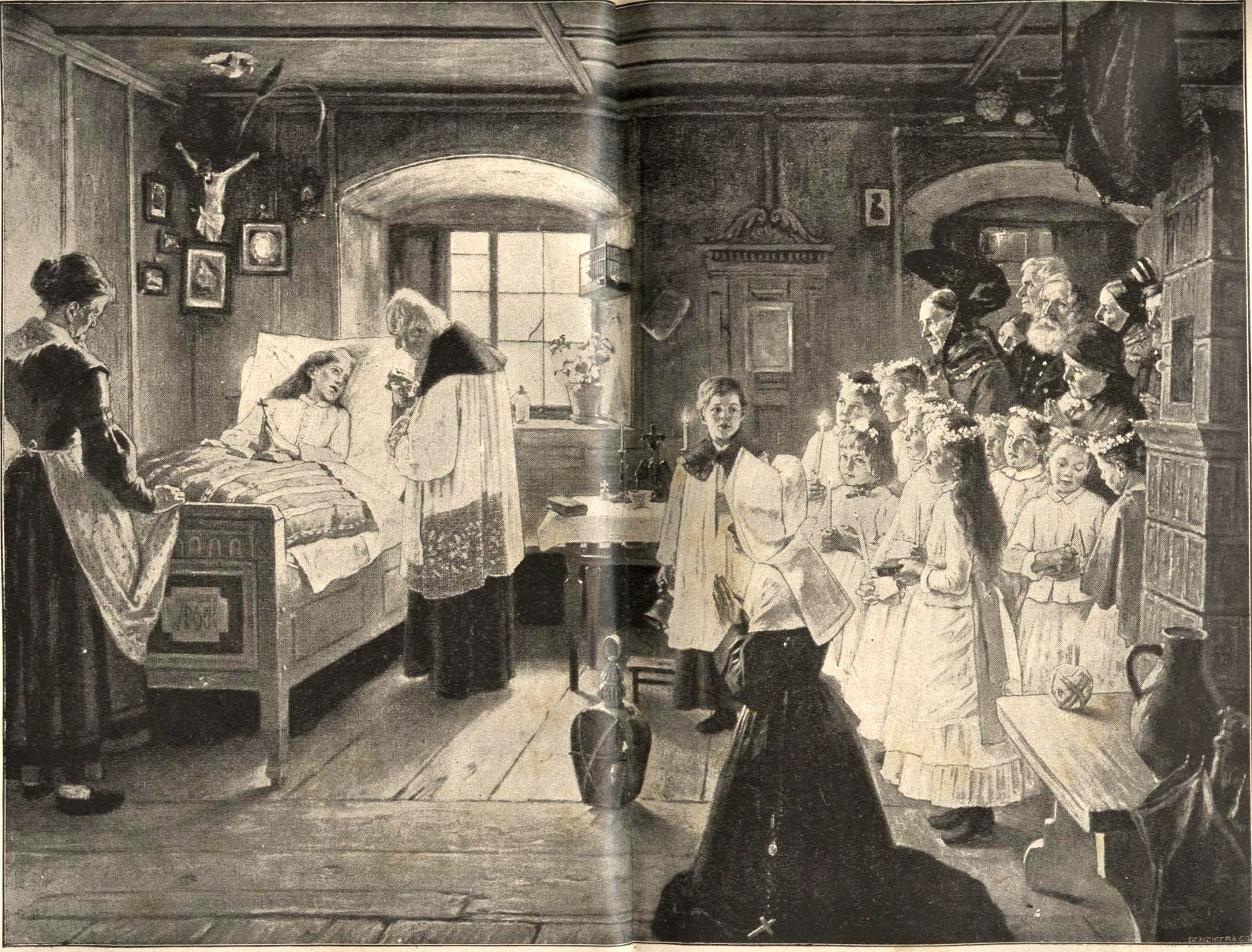
„Erstkommunion“, Gemälde von Josef Altheimer, um 1895

Josef Altheimer bzw. Joseph Altheimer (* 12. Februar 1860 in Aystetten; † 27. Juni 1913 in Bad Wörishofen) war ein deutscher Maler und Zeichner.

## Leben und Werk
Josef Altheimer war der Sohn eines Maurermeisters und studierte ab 1883 an der Kunstakademie München, wo er bei Wilhelm von Lindenschmit (1829–1895) lernte. Laut Matrikeleintrag lebte er bei seinem Akademieeintritt in Kriegshaber bei Augsburg und sein Vater war bereits verstorben.
Von 1891 bis 1912 wohnte Altheimer in der Pfarrergasse 2 in einem Gebäudeteil des Palais Löschenkohl.
In dieser Zeit war er Kunstlehrer und wirkte als Professor am Alten Gymnasium am Ägidienplatz in Regensburg, der Vorläuferschule des 1962 entstandenen Albertus-Magnus-Gymnasiums. Daneben war er ein gesuchter Maler und Restaurator. Viele seiner Werke gehören dem Bereich der sakralen Kunst an, er schuf auch große Wand- und Hochaltarbilder. In der Albertus-Magnus-Kapelle der Regensburger Dominikanerkirche St. Blasius befindet sich ein neugotischer Flügelaltar mit Gemälden Altheimers aus dem Leben des Hl. Albertus Magnus.

## Ehrungen
In Regensburg ist im Stadtteil Innerer Westen eine Straße nach ihm benannt.